# しろはたずし
しろはたずしとは鳥取県鳥取市の周辺の郷土料理として作られている、ハタハタとおからを使ったなれずしの一種である。

## 概要
しろはたは鳥取方言でハタハタのこと。塩漬けしてから、甘酢に漬けたハタハタの腹に甘酢で味付けしたおからを詰め、数日漬けた寿司。鳥取県では4月がハタハタ漁の最盛期で、4月に行われる賀露大明神春祭りの行事食となっている。

## 作り方
1. ハタハタを背開きにして内臓を取り出し、1日塩漬けをする。
2. 流水で半日ほど塩抜きする。
3. 水で倍程度に薄めた酢に砂糖を混ぜて甘酢を作り、ハタハタを1日以上漬け込む。
4. 乾煎りしたおからとアサの実を少量用意し、薄めた酢に少し砂糖をまぜた調味液をかけて味付けする。
5. おからをハタハタの腹に詰め、おからを敷いた容器にハタハタを並べ、おからと交互に層になるように重ねる。
6. 蓋をして重石を載せ、数日すると出来上がる。
7. 食べる際には一口大に切って、ミカンの皮を刻んで添える[2]。